# 7 de desembre
El 7 de desembre és el tres-cents quaranta-unè dia de l'any del calendari gregorià i el dos-cents quaranta-dosè en els anys de traspàs. Queden 24 dies per finalitzar l'any.

## Esdeveniments
Països Catalans
- 1492 - el pagès de remença Joan de Canyamars intenta matar Ferran el Catòlic.
- 1964 - es produeix la primera aparició del personatge de còmic Anacleto, agente secreto, de Manuel Vázquez Gallego, al número 1.753 de la revista Pulgarcito, de l'editorial Bruguera.

Resta del món
- Milà (Llombardia, Itàlia): inauguració de la temporada del Teatro alla Scala, el dia de Sant Ambròs, patró de la ciutat.
- 43 aC - Formia (Imperi Romà): Marc Tul·li Ciceró és assassinat pels algutzirs de Marc Antoni.
- 1941 - Pearl Harbor (Oahu, illes Hawaii, EUA): l'aviació i la flota japoneses bombardegen aquesta base naval dels Estats Units, la qual cosa provoca que aquest país entri a la Segona Guerra Mundial (batalla de Pearl Harbor).[1]
- 1972 - Cap Canaveral (Florida, EUA): l'Apollo 17 és enviat a l'espai en la sisena i última missió tripulada a la Lluna.
- 1995 - Júpiter: la sonda Galileo arriba a Júpiter, sis anys i dos mesos després de ser propulsada des de l'òrbita de la Terra.
- 2004 - Milà (la Llombardia, Itàlia): amb la representació d'Europa riconosciuta, d'Antonio Salieri, dirigida per Riccardo Muti, el teatre La Scala reobre les portes després d'una remodelació milionària que ha comportat dos anys i mig d'obres dirigides per l'arquitecte Mario Botta.
- 2004 - l'Afganistan: Hamid Karzai pren possessió de president del país.

## Naixements
Països Catalans
- 1896 - Barcelona: Ramon Sastre i Juan, arquitecte, poeta i escriptor català.
- 1952 - Barcelona: Àlex Gorina i Macià, crític de cinema i presentador a Televisió de Catalunya i Catalunya Ràdio.
- 1957 - Sagunt (el Camp de Morvedre): Alfons López Tena, jurista i polític valencià.
- 1966 - València: Lucía Etxebarria, escriptora basca.
- 1982 - Elx: Vanesa Amorós Quiles, jugadora d'handbol valenciana, guanyadora d'una medalla olímpica.[2]

Resta del món
- 1598 - Nàpols (Regne de Nàpols): Gian Lorenzo Bernini, escultor, arquitecte, pintor, actor i director teatral (m. 1680).[3]
- 1786 - Kiernozia (Polònia): Marie Walewska, noble polonesa i amant de Napoleó Bonaparte (m. 1817).[4]
- 1823 - Liegnitz (Regne de Prússia): Leopold Kronecker, matemàtic alemany que dona nom a múltiples conceptes matemàtics, com la delta de Kronecker o el teorema de Kronecker (m. 1891).[5]
- 1866, Donegal: Maude Delap, biòloga marina autodidacta, especialista en meduses (m. 1953).[6]
- 1873 - Winchester, Virgínia: Willa Cather, escriptora estatunidenca, guanyadora del premi Pulitzer el 1923 (m. 1947).[7]
- 1891 - Sant Sebastià: Teresa de Escoriaza, periodista espanyola, corresponsal de guerra i pionera de la ràdio (m. 1968).[8]
- 1896 - Fuyang (Xina): Yu Dafu (en xinès tradicional: 鬱達夫; en xinès simplificat: 郁达夫; en pinyin: Yù Dáfū) fou un escriptor xinès.(m. 1945).[9]
- 1922 - Torí: Maria Luisa Spaziani, poeta i traductora, una de les figures més importants de la literatura italiana del segle xx (m. 2014).[10]
- 1924 - Lisboa (Portugal): Mário Soares, polític portuguès, dues vegades Primer Ministre de Portugal i dues vegades també President de Portugal (m. 2017).
- 1928 - East Oak Lane, Pennsilvània (EUA): Noam Chomsky, científic, lingüista, filòsof i professor nord-americà.[11]
- 1932 - Detroit, Estats Units: Ellen Burstyn, actriu estatunidenca.[12]
- 1949 - Pomona, Califòrnia (EUA): Tom Waits, pianista, cantant, compositor i actor estatunidenc.[13]
- 1955 - Amsterdam: Anne Fougeron, arquitecta, professora i autora francoestadounidenca.[14]
- 1956 - 
  - West Baden, Indiana, Estats Units: Larry Bird, jugador de bàsquet de la NBA.[15]
  - Bratislava, Eslovàquia: Iveta Radičová, política, primera ministra d'Eslovàquia, la primera dona a ser-ho.
  - Hambrock, Uelzen, Alemanya: Rebecca Harms, política alemanya, diputada europea.
- 1958 - Qormi, Malta: Marie-Louise Coleiro Preca, política maltesa i Presidenta de Malta des de 2014.
- 1967 - Tudela (Navarra): Jesús María Merino Landaluce, futbolista professional.
- 1976 - Buenos Aires: Martina Klein, model i presentadora de televisió nascuda a l'Argentina i resident a Barcelona.
- 1986 - Los Angeles: Nita Strauss, guitarrista estatunidenca.

## Necrològiques
Països Catalans
- 1933 - Igualada, Anoia: Maria Trulls i Algué, pensadora i escriptora catalana (n. 1861).[16]
- 1941 - Barcelona: Lluís Millet i Pagès, fundador de l'Orfeó Català.[17]
- 1985 - Deià, Mallorca: Robert Graves, poeta anglès.
- 1999 - Palma, Mallorca: Catalina Valls Aguiló –Catina Valls–, actriu de teatre mallorquina i directora teatral (n. 1906).[18]
- 2007 - Barcelona: Sebastià Sorribas, escriptor català, autor d’El zoo d'en Pitus (n. 1928).
- 2008 - Barcelona: Adela Piera Escofet, gimnasta i pionera de l'esport femení a Catalunya (n. 1910).[19]

Resta del món
- 43 aC - Formia, República Romana: Ciceró, polític, filòsof, escriptor i orador de l'antiga Roma.
- 1894 - França: Ferdinand de Lesseps, diplomàtic i empresari francès, mentor del Canal de Suez (n. 1805).[20]
- 1906 - Berna, Suïssa: Élie Ducommun, periodista suís, Premi Nobel de la Pau l'any 1902 (n. 1833).
- 1943 - Cuernavaca, Mèxic: Jaume Serra i Húnter, filòsof i polític català que fou rector de la Universitat de Barcelona (n. 1878).
- 1947 - Nova York (EUA): Nicholas Murray Butler, polític estatunidenc, Premi Nobel de la Pau de 1931 (n. 1862).
- 1957 - París: Musidora, actriu, directora teatral, escriptora, productora i realitzadora cinematogràfica francesa del cine mut (n. 1889).[21]
- 1960 - Brussel·les: Clara Haskil, pianista romanesa.[22]
- 1962 - Oslo: Kirsten Flagstad, cantant noruega, una de les millors sopranos wagnerianes del segle xx. (n. 1895).[23]
- 1970:
  - Sevilla, Espanya: Norberto Almandoz Mendizabal, sacerdot, compositor, organista i musicòleg basc.
  - Nova York, EUA: Rube Goldberg, caricaturista, escultor, escriptor i enginyer nord-americà.[24]
  - Niça, França: Romaine Brooks, pintora estatunidenca. (n.1874)[25]
- 1979 - Cambridge, Massachusetts, EUA: Cecilia Payne-Gaposchkin, astrònoma i astrofísica britanicoamericana, destacada pel seu descobriment sobre la composició de les estrelles (n. 1900).[26]
- 1986 - Mèxic: Concha Méndez, escriptora espanyola de la Generació del 27 (n. 1898).[27]
- 1990 - Scarsdale, Nova York: Joan Bennett, actriu de cinema, teatre i televisió estatunidenca (n. 1910).[28]
- 1993 - Bonn (Alemanya): Wolfgang Paul, físic alemany, Premi Nobel de Física de l'any 1989 (n. 1913).
- 1996 - Teheran, Iran: Ali Hatami, guionista, productor i director de cinema iranià.
- 1998 - Bennington, Vermont, (EUA): John Addison, compositor de cinema anglès (n. 1920).[29]
- 2015 - 
  - Maracaibo, Zulia, Veneçuela: Lolita Aniyar de Castro, política, advocada penalista i criminòloga.
  - Yorkshire Dales, Anglaterra: Shirley Stelfox, actriu britànica (m. 2015).[30]
- 2016 - Múnic: Hildegard Hamm-Brücher, política alemanya, fou ministra d'Estat al Ministeri federal dels Afers estrangers (n. 1921).[31]

## Festes i commemoracions
- Festa Local de Vacarisses a la comarca del Vallès Occidental
- Eixida de la Vespra de la Puríssima dels Gegants i Cabets d'Ontinyent, a la comarca de la Vall d'Albaida.

- Dia Internacional de l'Aviació Civil
- Sants: Ambròs de Milà; santa Fara de Meaux, abadessa; beat Pere Cerdà; Josefa Rossello, fundadora.